# Мулинари, Стефано
Сте́фано Мулина́ри (итал. Stefano Mulinari; 1741, Флоренция — 1790, Флоренция) — итальянский гравёр и рисовальщик. Один из наиболее заметных итальянских граверов акватинтой второй половины XVIII века.

## Биография

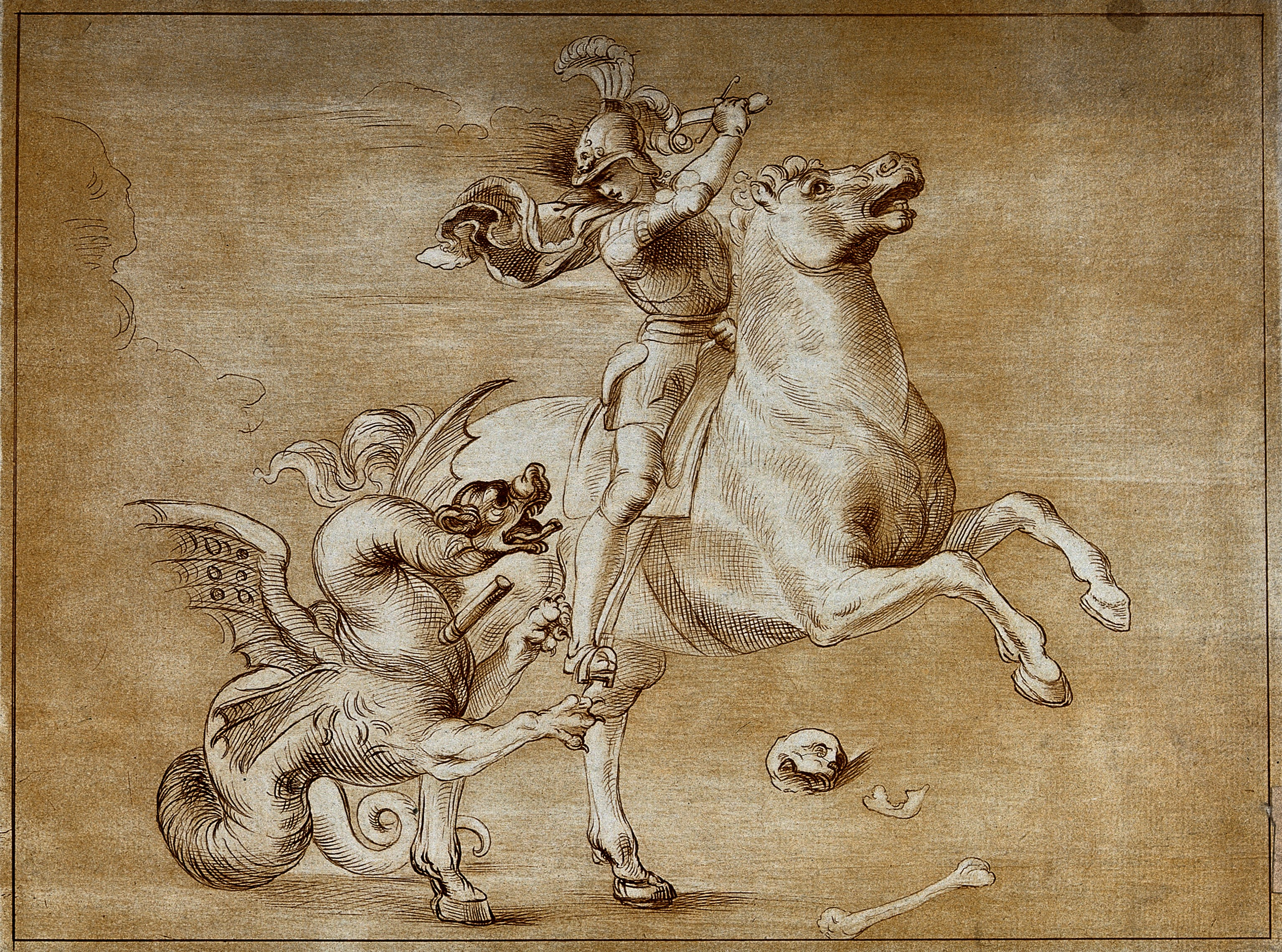
Стефано Мулинари (по оригиналу Рафаэля). Святой Георгий на коне, 1780, б., офорт, акватинта

Стефано Мулинари родился во Флоренции около 1741 года (точная дата не установлена). Искусству рисунка и гравирования он обучался у флорентийского графика Андреа Скаччиати (1725—1771).
Скаччиати помог Мулинари с первой большой работой, начатой в 1766 году, — гравировать офортом Disegni originali d’eccellenti pittori esistenti nella Real galleria di Firenze — наиболее красивые рисунки флорентийской школы. Но в 1771 году, по завершении лишь части проекта, когда был готов 41 лист, Скаччатти умер. После этого Мулинари продолжил работу, сократив общее число репродукционных гравюр до 100 листов. Затем, в 1775 году, аналогичным образом он подготовил и выпустил вторую коллекцию гравюр офортом и акватинтой по рисункам старых мастеров, от Чимабуэ до Пьетро Перуджино, под названием: Istoriapractica dell’incominciamento e Progressi della Pintura, o sia racolta di 50 Stampe Estratte da ugual numero di designegni originali essisstenti nella Galleria di Firenze (Практическая история возникновения и развития живописи, или Коллекция из 50 гравюр, извлеченных из такого же количества оригинальных рисунков, существующих в Галерее Флоренции). В 1780 году увидела свет его третья, самая удачная работа: Saggio delle cinque scuole di Pittura Italiana (Эссе о пяти школах итальянской живописи), итальянское искусство от Чимабуэ до Ф. Рустико.
Точных сведений о дате смерти Стефано Мулинари нет, поэтому условно обозначается — около 1790 года.

## Музеи
Значительная коллекция гравюр Стефано Мулинари хранится в фондах
Эрмитажа;
Метрополитен-музея;
Британском музее;
Художественном музее Гарварда;
Художественном музее Филадельфии;
Национальной галерее Шотландии
и ряде других крупных коллекций.

## Галерея

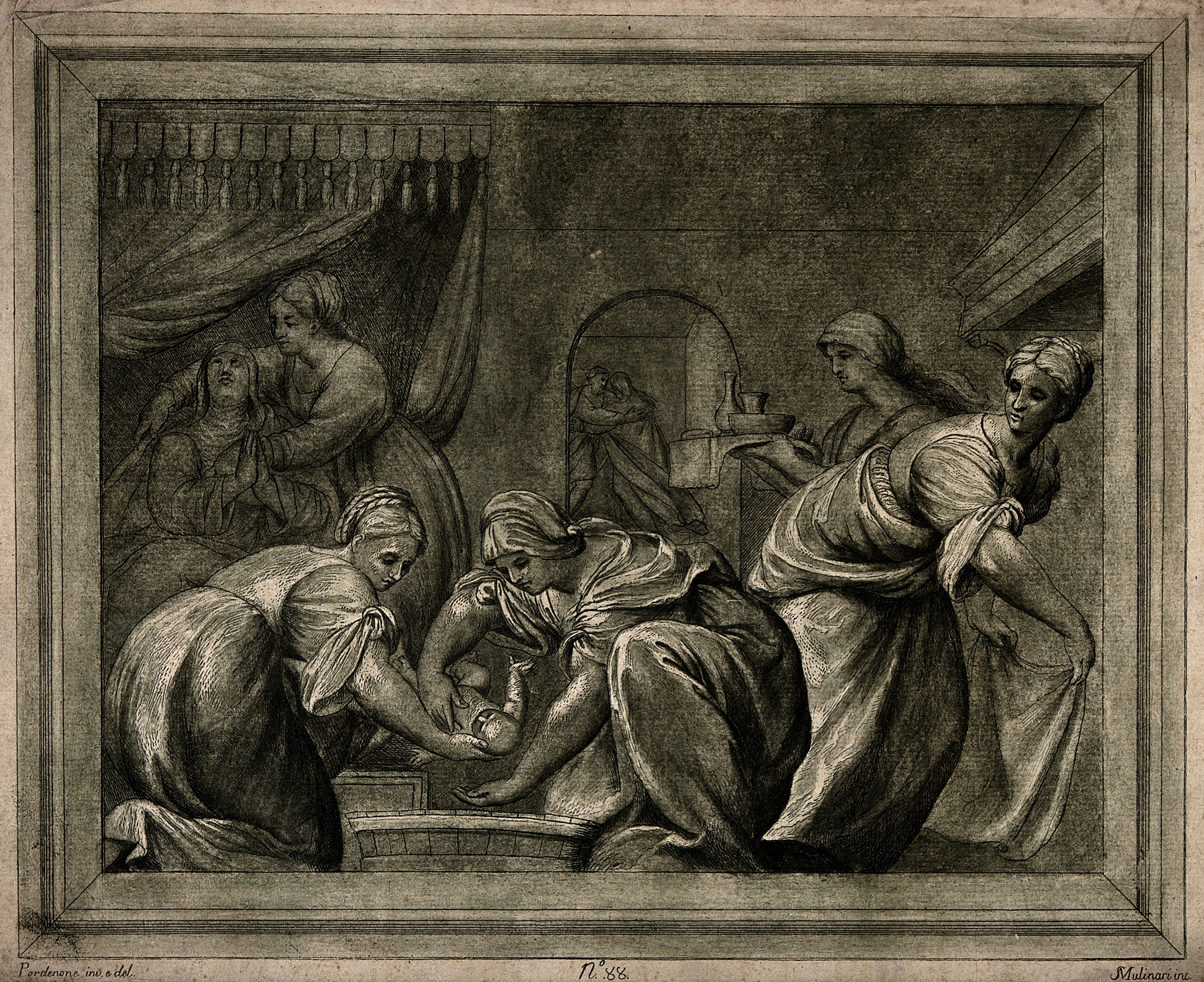
С. Мулинари. (По оригиналу Джованни Порденоне (1570–1629). Рождение Девы Марии. 1780-е, б., офорт, акватинта
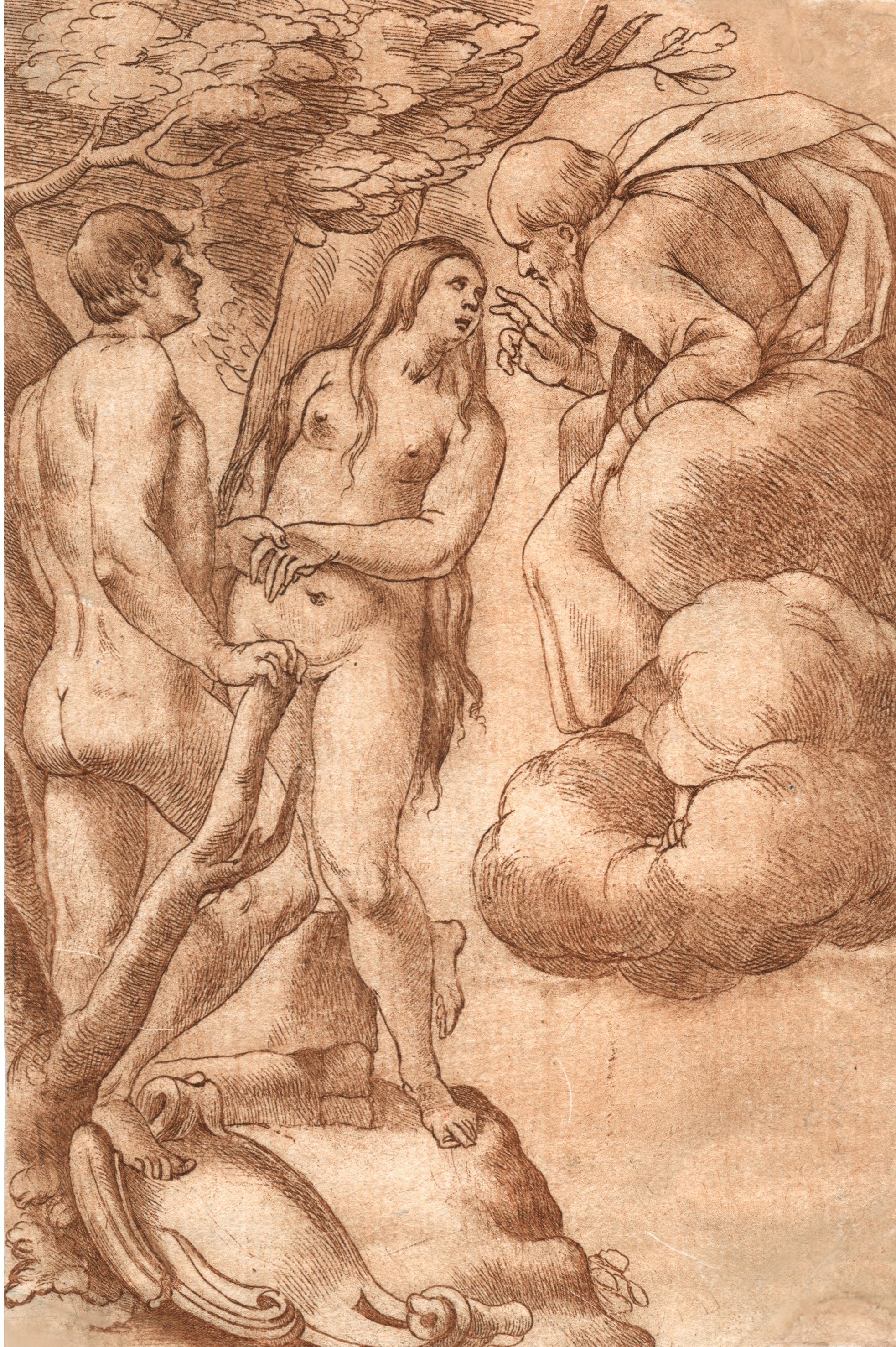
С. Мулинари. (По оригиналу Эгидиуса Саделера II). Адам и Ева в Раю. 1774, б., офорт, акватинта
С. Мулинари. (По оригиналу Пармиджанино). Святой Иероним, 1785, б., офорт, акватинта
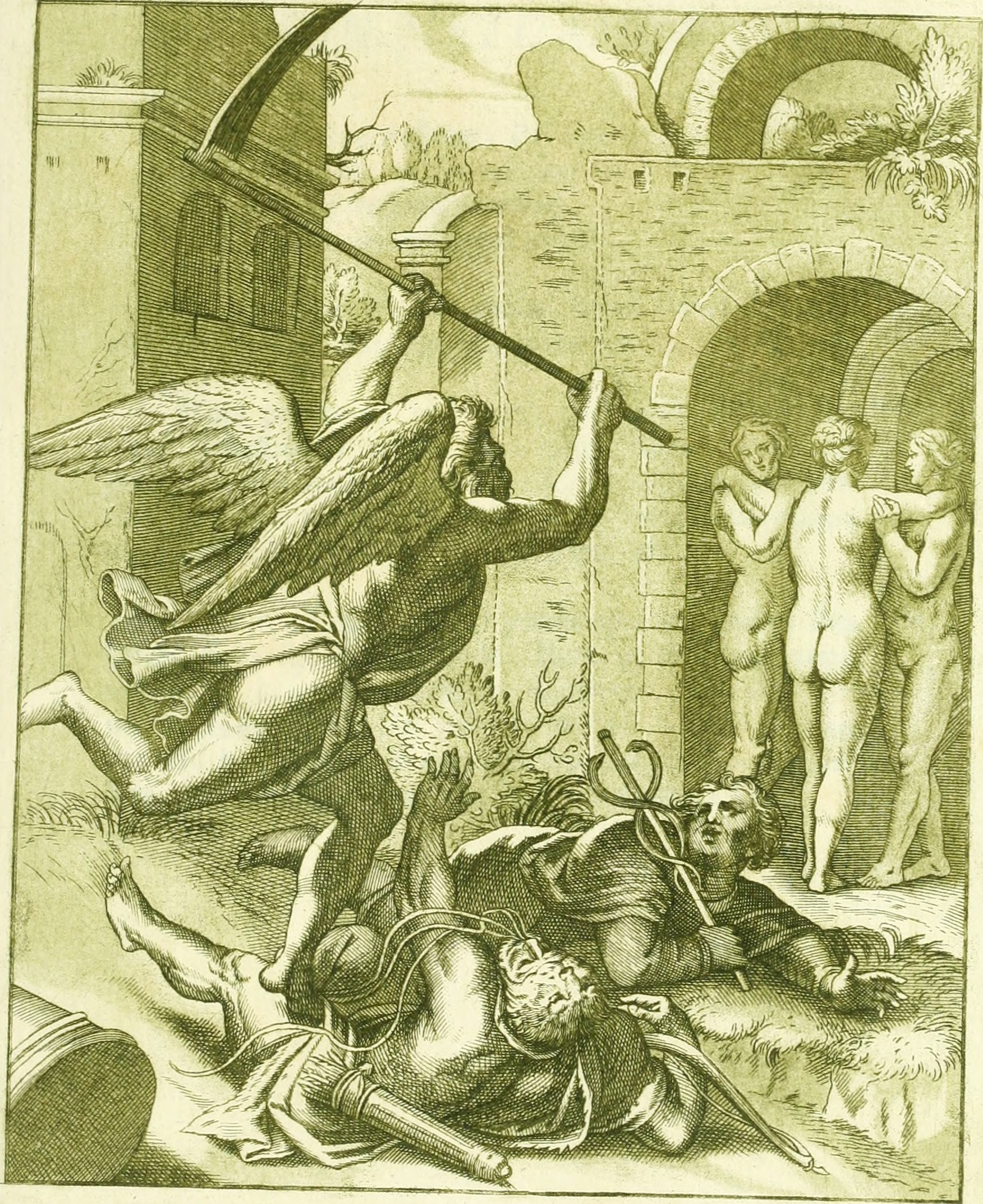
С. Мулинари. (По оригиналу Отто ван Веена). Три грации. 1777, б., офорт, акватинта
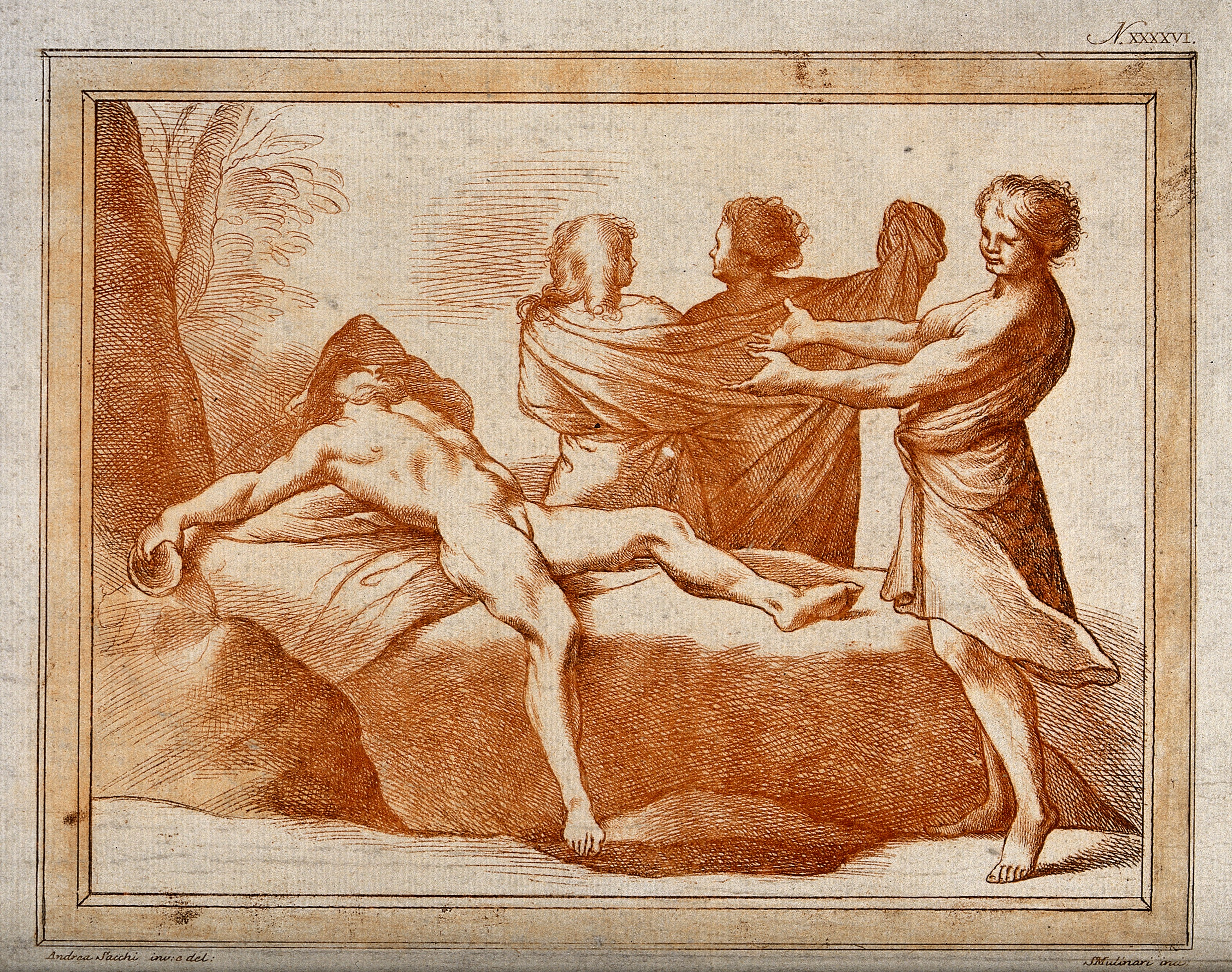
С. Мулинари. (По оригиналу Андреа Сакки). Хам видит своего отца Ноя обнаженным и пьяным, 1780-е, б., офорт, акватинта
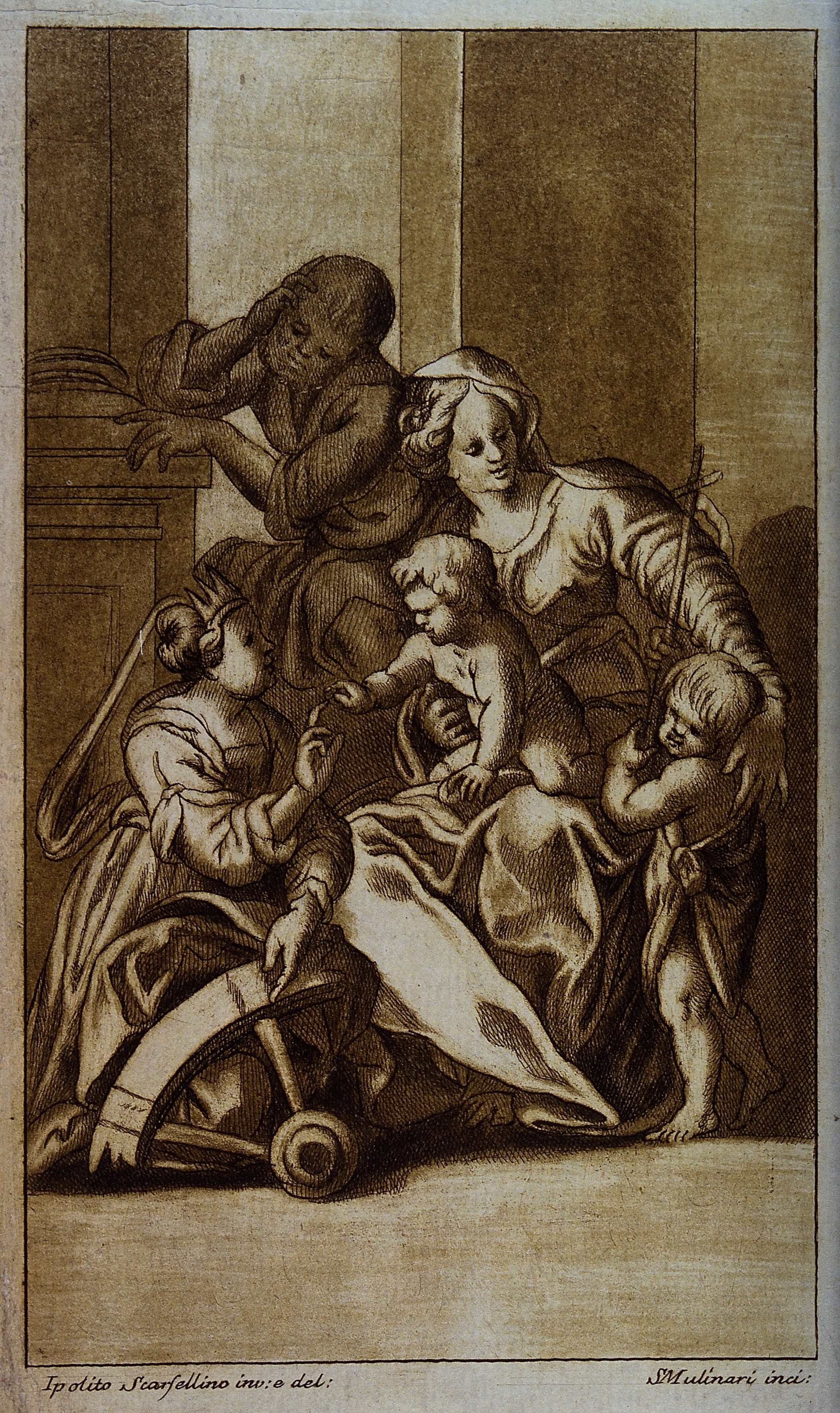
С. Мулинари. (По оригиналу Ипполито Скарселла). Святая Екатерина. 1780-е, б., офорт, акватинта
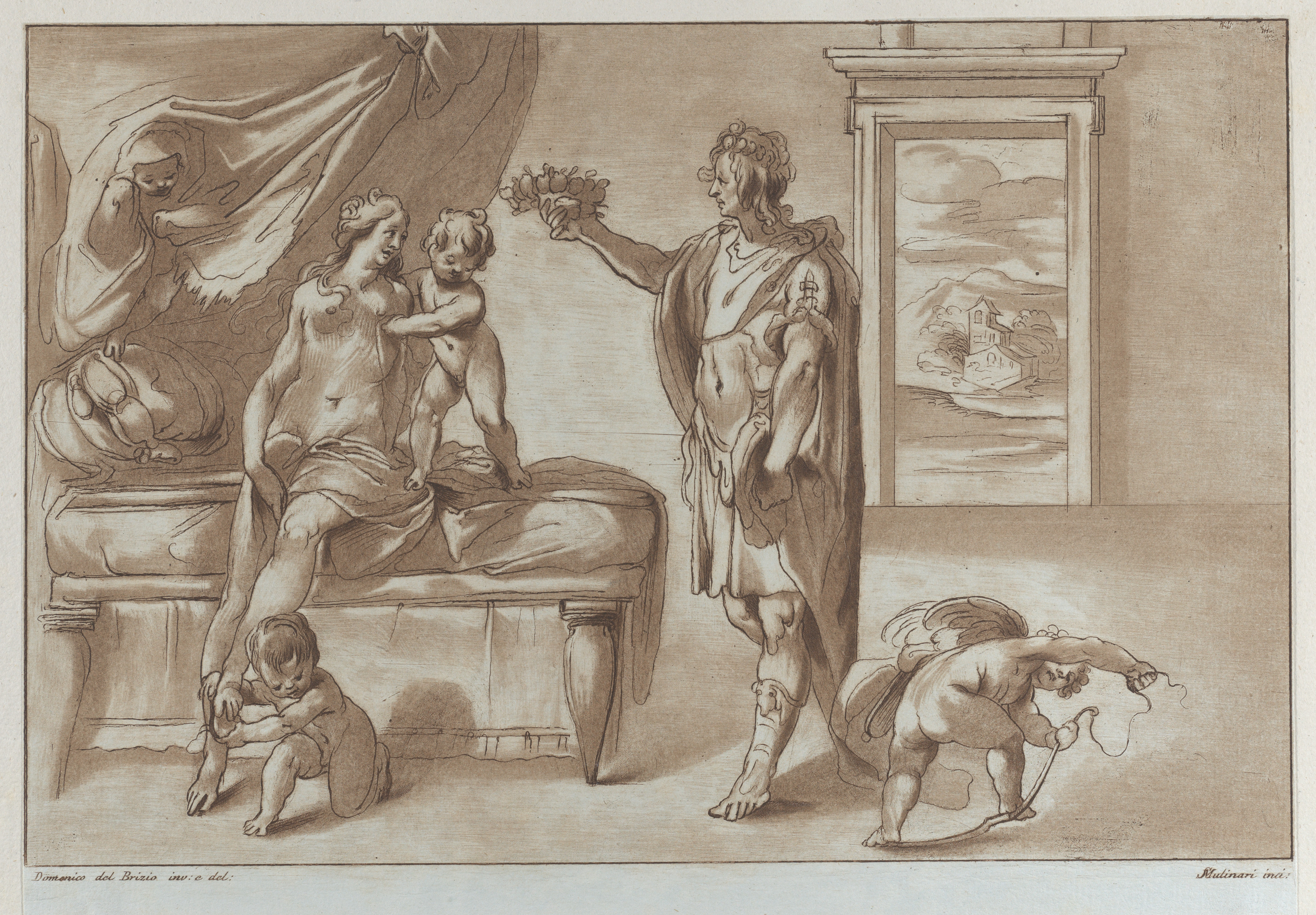
С. Мулинари. (По оригиналу Доменико Амброджи). Марс преподносит Венере венок из цветов. 1780-е, б., офорт, акватинта
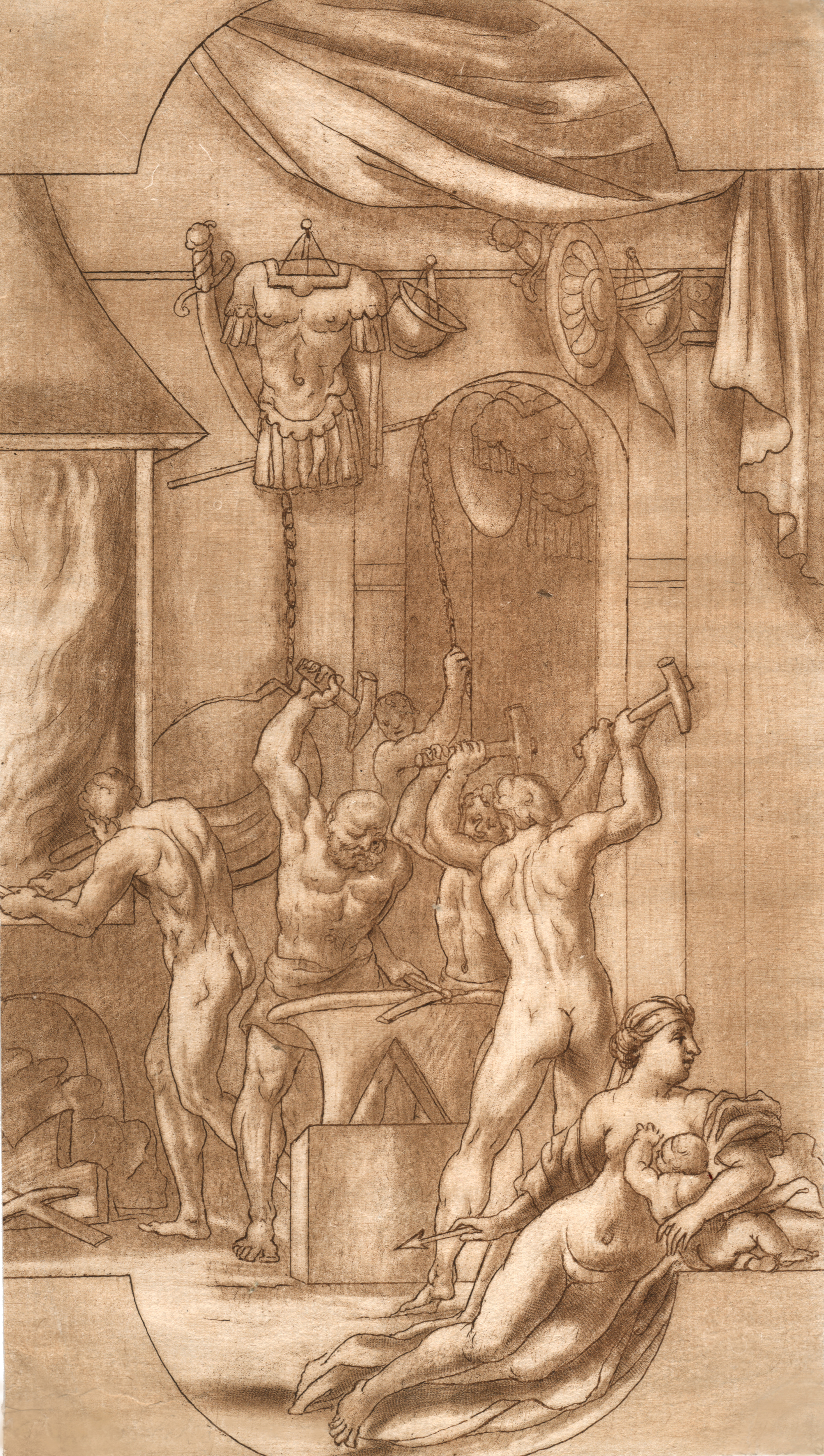
С. Мулинари. (По оригиналу Гаспаре Челио (1571-1640). Венера и Купидон в кузнице Вулкана. 1774, б., офорт, акватинта
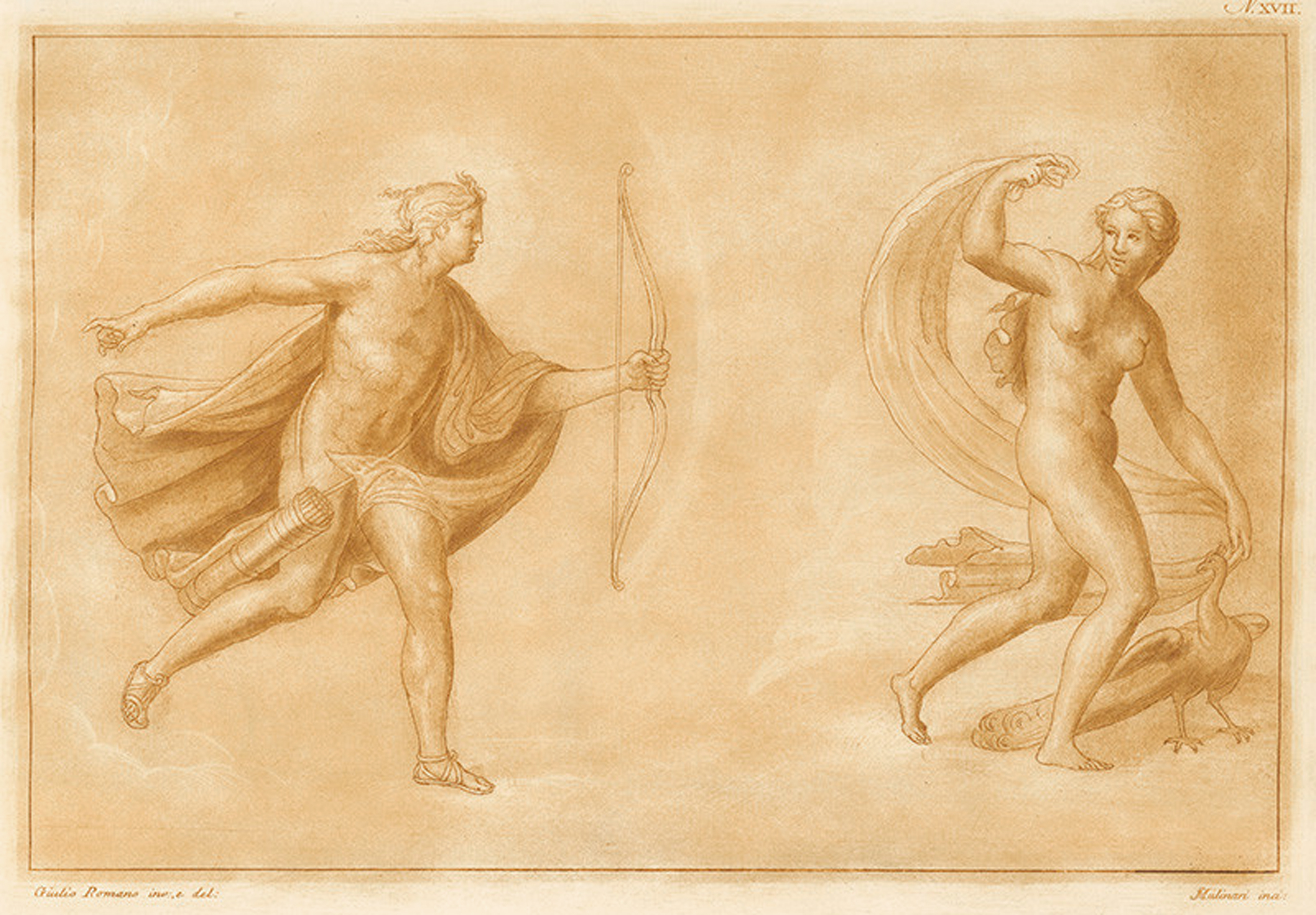
С. Мулинари. (По оригиналу Джулио Романо). Дафна, убегающая от Аполлона. 1780-е, б., офорт, акватинта
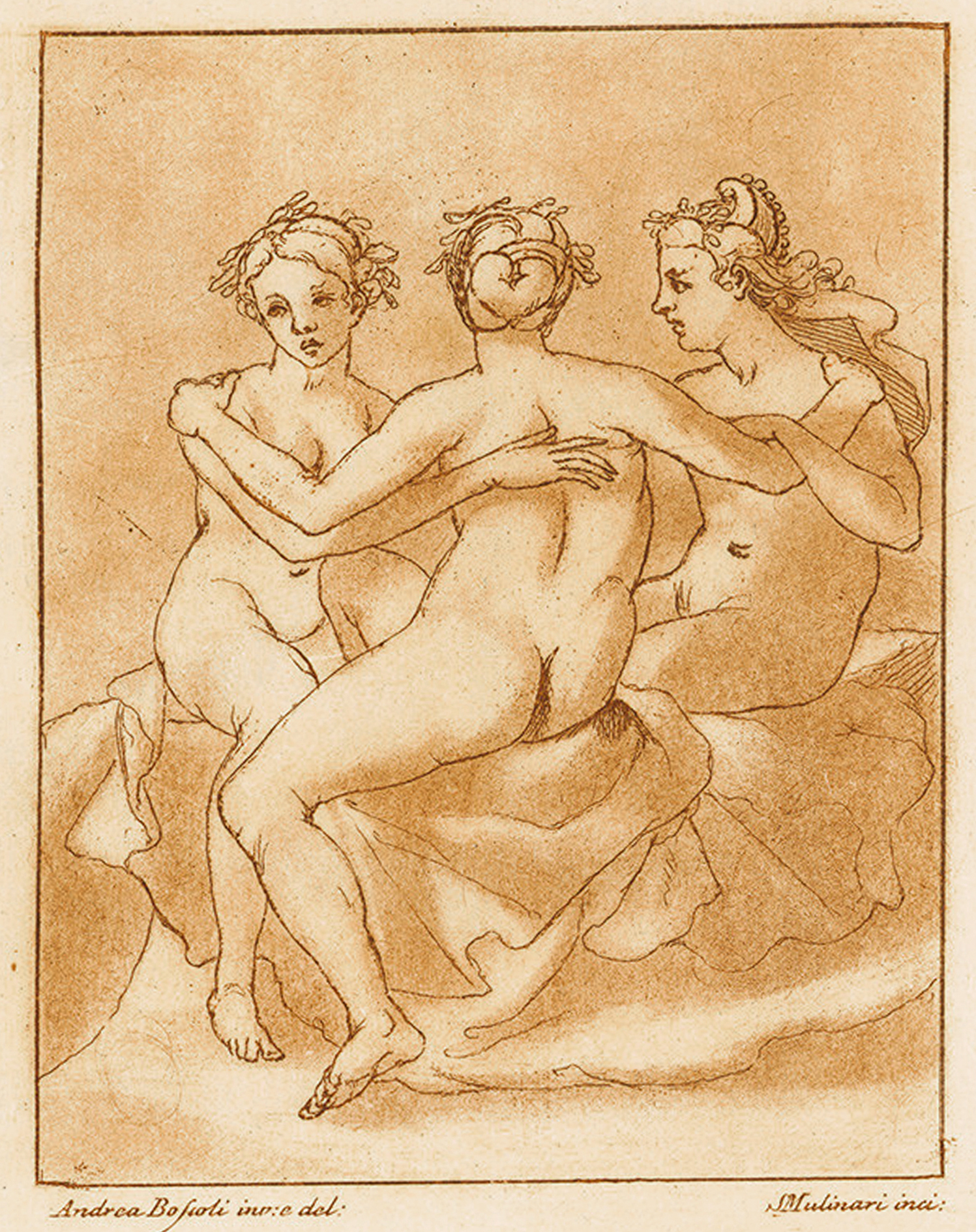
С. Мулинари. (По оригиналу Андреа Босколи). Три грации. 1780-е, б., офорт, акватинта
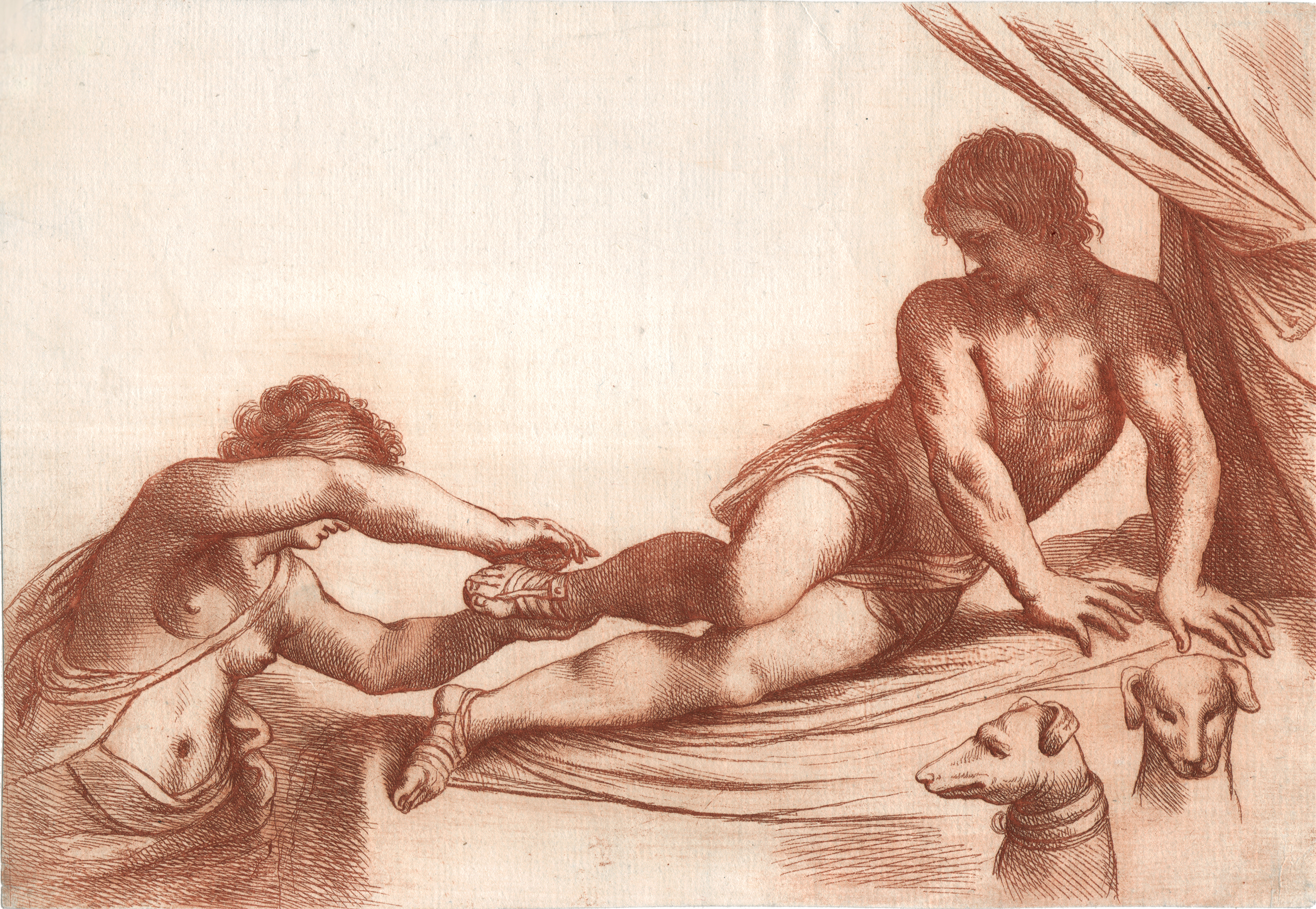
С. Мулинари. (По оригиналу Гверчино). Венера и Адонис. 1780-е, б., офорт, акватинта
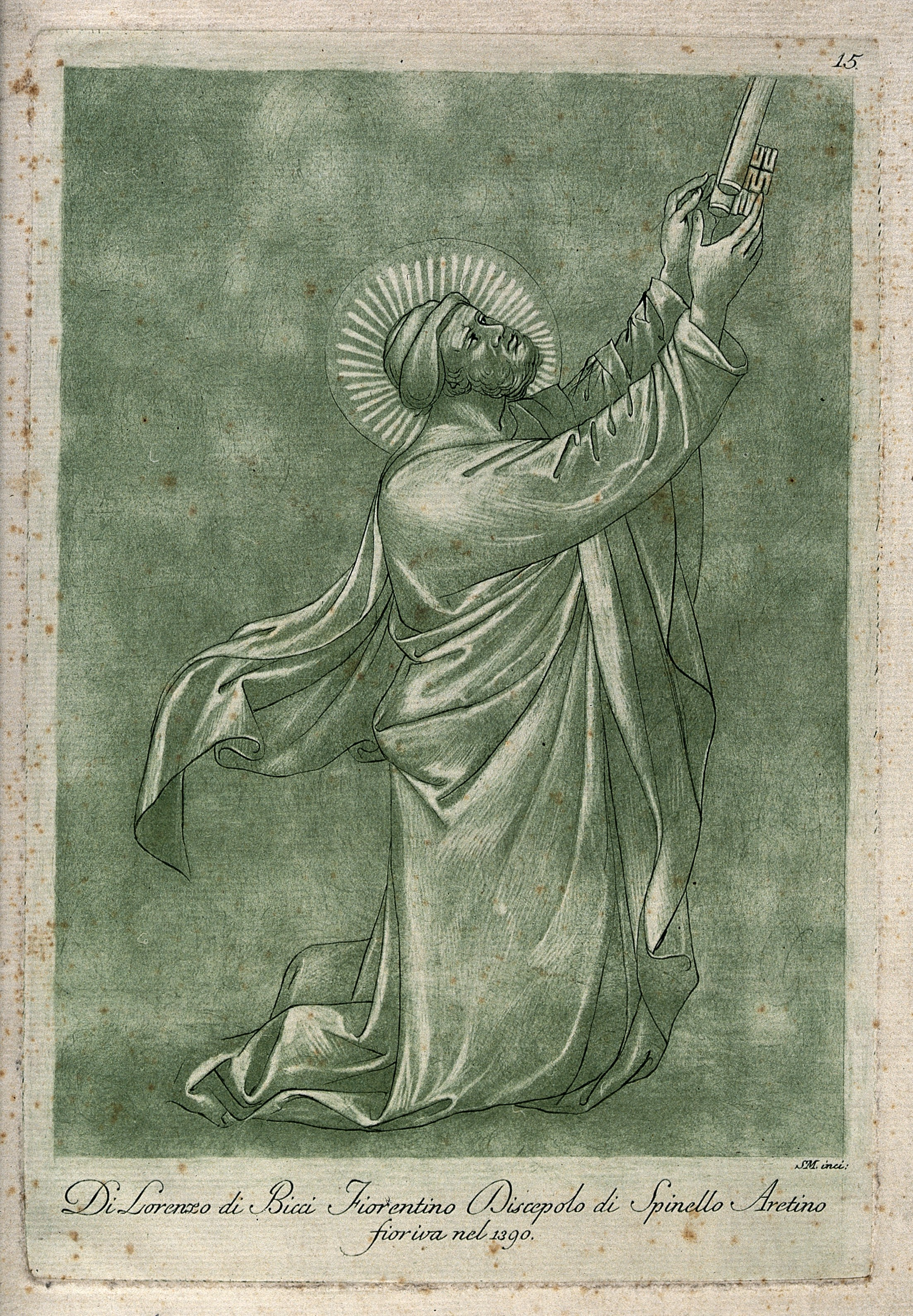
С. Мулинари. (По оригиналу Лоренцо ди Биччи). Святой Пётр. 1778, б., офорт, акватинта